# Bidwill, New South Wales
Bidwill este o suburbie în Sydney, Australia.